# 萬觀
萬觀，字經訓，江西南昌人。明朝官員，官至山東布政使。

## 生平
永樂十九年（1421年），萬觀中進士，年方弱冠。明成祖以其年少，命其還鄉求學。不久，召為監察御史，改浙江嚴州府知府，任內整理治安，鼓勵教育與商業生產，為百姓所方便。九年考績，全國治行第一。丁憂除服之際，嚴州百姓紛紛上書請求他繼續留守，而金州、衢州百姓亦紛上章乞任。朝廷因此為異，任他為平陽府知府，政績卓著。當時有靈芝生長在堯祠棟上，士兵百姓均稱其為他的德化所至。他只稱自己是奉職，與靈芝之事無關。任期滿後，升任山東布政使，卒於任上。